# Marcelle Soulage
Pour les articles homonymes, voir Soulage.
Marcelle Soulage est une compositrice et pédagogue française, née Marcelle Fanny Henriette Soulage à Lima (Pérou) le 12 décembre 1894 et morte à Paris 10e le 17 décembre 1970.

## Biographie
Marcelle Soulage est née à Lima, au Pérou, d'Isidore Georges Ferdinand Soulage et de Berthe Virginie Pauline Péquignot mariés à Paris le 15 mars 1894. Son père était ingénieur civil des mines et avait été nommé professeur de chimie minéralogique à l'École des mines de Lima. La famille revint à Paris quand Marcelle avait quatre ans et demi. 
Marcelle Soulage a été l'élève de Nadia Boulanger ainsi qu'élève dans de nombreuses classes au Conservatoire de Paris. Elle obtient comme récompenses, entre autres, en 1912 un second prix d'harmonie dans la classe d'Henri Dallier, en 1913 un premier prix d'accompagnement au piano dans la classe d'Abel-César Estyle, en 1915 un premier prix de contrepoint dans la classe de Georges Caussade, en 1916 un premier prix d'histoire de la musique et un deuxième accessit de fugue dans la classe de Paul Vidal.
Professeur de piano et d'harmonie au Conservatoire d'Orléans de 1921 à 1925, elle est après la guerre professeur de solfège au Conservatoire de Paris, jusqu'au milieu des années 1960. 
Comme compositrice, on lui doit principalement des œuvres de chambre et vocales, ainsi que plusieurs pièces pour orchestre. Sa Suite pour violon, alto et piano a obtenu le prix Lepaulle en 1918 et sa Sonate pour violoncelle et piano le prix des Amis de la musique en 1920. Elle a parfois composé sous le pseudonyme de Marc Sauval. En 1932, elle est lauréate du prix Suzanne Mesureur, décerné par la Sacem. En 1962, elle publie Le solfège dans la collection Que sais-je ? des éditions PUF, qui connaît une seconde édition mise à jour en 1969.

## Œuvres (sélection)

### Orchestre
- Invocation à la nuit et danse orientale (1928)
- Badinages (1931)

### Musique de chambre
- Suite pour piano, violon et alto en ut mineur (1918)
- Sonate pour alto et piano, op. 25 (1919)
- Sonate en fa dièse mineur pour violoncelle et piano, op. 31 (1919)
- Trio pour piano, violon, violoncelle en la mineur, op 34 (1920)
- Sonate en sol majeur pour flûte et piano, op. 35 (1920)
- Sonate en ré mineur pour violon et piano, op. 36 (1920)
- Sonate pour alto, op 43 (1921)
- Quatuor à cordes en ut mineur (1922)
- Quatuor pour piano et cordes (1925)
- Pièce pour 2 harpes à pédale
- Choral pour harpe
- Pastorale, pour hautbois et harpe, op 15
- Légende, pour hautbois, flûte et harpe
- Sonate pastorale pour flûte et basson
- Fantaisie hébraïque Yis-roël pour alto et piano

### Musique vocale
- Proses d'amour et de mort, cycle de mélodies (c. 1921/ rev. 1945)
- Océan, cycle de mélodies pour voix, violon, violoncelle et piano (1946)